# Политический кризис в Израиле (2019—2022)
Израильский политический кризис 2019—2022 гг . — период политической нестабильности в Государстве Израиль, когда в течение трёх лет были проведены пять внеочередных выборов в Кнессет: в апреле 2019 г., сентябре 2019 г., марте 2020 г., марте 2021 г. и в ноябре 2022 года.
На ранней стадии кризиса популярной формулировкой основного разделения внутри партий и общественности было «только Биби» (прозвище Биньямина Нетаньяху) или «только не Биби». Эта тупиковая ситуация возникла из-за отказа либерального крыла парламента сформировать коалицию с Нетаньяху, а партия «Ликуд» — видная партия консервативного крыла — отказалась отстранить Нетаньяху от руководства партии. Остальные партии консервативного толка отказались формировать коалицию без Нетаньяху и «Ликуда». Ни одно из крыльев не смогло сформировать коалицию самостоятельно из-за того, что арабские партии заняли меньше мест в парламенте. Некоторые члены парламента от еврейских партий (оба крыла) и арабских партий исключали возможность сотрудничества с правительством.
На первых двух выборах в апреле и сентябре 2019 г. не удалось сформировать правящую коалицию, а третьи выборы в марте 2020 г. привели к формированию правительства единства во главе с Нетаньяху и Бени Ганцем, которое было распущено в декабре того же года, что привело к четвёртым выборам в марте 2021 года. В результате выборов 2021 года было сформировано тридцать шестое правительство Израиля, представляющее собой разнородную коалицию партий с различными идеологиями во главе с Нафтали Беннеттом и Яиром Лапидом, но оно было распущено в июне 2022 года, что привело к пятым выборам в ноябре того же года. По итогам пятых выборов к власти вернулся Биньямин Нетаньяху во главе 37-го правительства.

## Предыстория
Во время 20-го Кнессета, избранного после выборов в законодательные органы Израиля 2015 года, Нетаньяху закрепил свой четвёртый срок на посту главы тридцать четвёртого правительства Израиля. 26 мая 2016 года Исраэль Бейтейну вошел в правительство с 5 депутатами, а Авигдор Либерман был назначен министром обороны вместо Моше Яалона.
14 ноября 2018 года Авигдор Либерман ушел со своего поста и из коалиции из-за того, что правительство одобрило прекращение огня с ХАМАС, тем самым подорвав стабильность правительства. 26 декабря 2018 года был одобрен закон о роспуске Кнессета, и началась избирательная кампания в Кнессет двадцать первого созыва.

## Выборы в апреле 2019 года
Кризис начался после того, как на выборах в апреле 2019 года ни одна партия не смогла сформировать правительство. Две основные партии, «Кахоль-лаван» и «Ликуд», получили равное количество мест — 35. «Ликуд» получил от президента мандат на попытку сформировать правительство, но премьер-министру Биньямину Нетаньяху не удалось сформировать коалицию большинства из 61 места. Ликуд Нетаньяху и поддерживающие его партии проголосовали за роспуск Кнессета вместо того, чтобы позволить президенту передать мандат другому члену Кнессета.

## Выборы в сентябре 2019 года
Вторые выборы прошли в сентябре 2019 года. На этот раз «Кахоль-лаван» опередили «Ликуд» на одно место. Тем не менее, «Ликуд» получил мандат от президента после того, как заручился поддержкой на одного члена Кнессета больше, чем «Кахоль-лаван». Нетаньяху снова не смог сформировать правительство. На этот раз мандат перешел к Бени Ганцу, который также не смог добиться большинства. Президент передал мандат депутатам Кнессета на 21 день. После того, как не было предложено ни одного другого кандидата, Кнессет был распущен.

## Выборы в марте 2020 года
В марте 2020 года состоялись третьи выборы. На этот раз «Ликуд» получил больше мест, чем «Кахоль-лаван», но Ганц добился большего количества рекомендаций от потенциальных союзников в Кнессете и получил мандат от президента. Тем не менее Ганц не смог объединить достаточное количество союзников в коалицию. Его блок все же согласился заменить председателя кнессета. После этого бывший Председатель Кнессета Юлий Эдельштейн отказался созывать пленум для голосования по его замене. Его отказ вызвал конституционный кризис. Движение за качественное правительство в Израиле обратилось в Верховный суд, который приказал Эдельштейну созвать Кнессет. После этого Эдельштейн ушел в отставку. Между тем, пандемия COVID-19 в Израиле обострилась, что ускорило переговоры о создании национального чрезвычайного правительства. 26 марта Ганц был приведен к присяге в качестве нового председателя кнессета при поддержке партии «Ликуд», что вызвало раскол в партии «Кахоль-лаван». Наконец, 20 апреля 2020 года «Ликуд» и «Кахоль-лаван» договорились о правительстве равноправного единства, которое включало «соглашение о ротации» между Ганцем и Нетаньяху на посту премьер-министра. Однако после неудачного голосования по бюджету в декабре 2020 года правительственная коалиция снова распалась, и на март 2021 года были назначены новые, беспрецедентные четвёртые выборы всего за два года.

## Выборы в марте 2021 года
Президент Израиля Реувен Ривлин встретился с главами всех политических партий 5 апреля 2021 года и поручил Биньямину Нетаньяху сформировать правительство на следующий день. Нетаньяху дали время до конца 4 мая, чтобы сформировать правительство. Нетаньяху не смог сформировать новое правительство к установленному сроку. На следующий день Ривлин доверил Яиру Лапиду второй мандат. 9 мая стало известно, что Лапид и Нафтали Беннет добились значительных успехов в коалиционных переговорах. 10 мая сообщалось, что были составлены планы по формированию нового правительства, состоящего из нынешней оппозиции, но что исламистская партия Раам, которая заморозила переговоры как с Лапидом, так и с Беннетом после недавней войны в Газе, по-прежнему нуждается заявить о поддержке блока «Перемена», чтобы депутаты от оппозиции получили большинство. В конце мая Лапид заручился поддержкой партий «Кахоль-лаван», «Авода», «Исраэль Бейтейну», «Тиква Хадаша» и «Мерец», а «Ямина» и «Раам» не исключали возможности оказать поддержку. 30 мая Беннет объявил в телеобращении, что «Ямина» присоединится к правительству единства с Лапидом, после того, как все, кроме одного депутата «Ямины», согласились поддержать это решение.
2 июня 2021 года, после переговоров с Лапидом и Беннетом, лидер Раама Мансур Аббас подписал документ, связывающий его партию с коалицией, и согласился разрешить своей партии присоединиться к правительству, не принадлежащему Нетаньяху. Всего за час до истечения срока его полномочий 2 июня Лапид сообщил уходящему в отставку президенту Реувену Ривлину, что он может сформировать новое правительство. 11 июня партия Беннета «Ямина» стала последней оппозиционной фракцией, подписавшей коалиционное соглашение с партией Лапида «Еш Атид», что позволило 13 июня привести к присяге тридцать шестое правительство Израиля, при этом Беннет стал премьер-министром, а Лапид стал альтернативным премьер-министром. Заместитель премьер-министра . Кнессет принял государственный бюджет на 2021—2022 годы 5 ноября при новом правительстве, тем самым обеспечив на тот момент политическую стабильность.
6 апреля 2022 года, менее чем через год после приведения к присяге нового правительства, депутат Кнессета от партии «Ямина» Идит Силман объявила о своем выходе из коалиции, став вторым из семи избранных депутатов Ямины, присоединившимся к оппозиции после Амихая Шикли, который ранее проголосовал против приведения к присяге правительства. Шаг Силман стоил коалиции большинства. Депутат Кнессета Гайда Ринави Зоаби от партии «Мерец» первоначально подала в отставку 19 мая, но изменила курс и 22 мая снова присоединилась к коалиции. 13 июня из коалиции вышел Нир Орбах. 20 июня 2022 года Беннет и Лапид объявили, что начнут процесс роспуска Кнессета, сославшись на различные кризисы, с которыми коалиция столкнулась с момента своего формирования. Таким образом, этот шаг привел к пятым досрочным выборам менее чем за четыре года, которые состоятся 1 ноября. Лапид исполнял обязанности премьер-министра в преддверии выборов.

## Выборы в ноябре 2022 года
По итогам выборов было сформировано 37-е правительство Израиля во главе с Биньямином Нетаньяху. Правительство имеет стабильное большинство в Кнессете с 64 депутатами, что положило конец политическому кризису.